# ビョルン・マイェル
- ビョルン・マイヤー

ビョルン・トーマス・マイェル（Bjorn Thomas Meijer、2003年3月18日 - ）は、オランダ・フローニンゲン出身のサッカー選手。クラブ・ブルッヘ所属。ポジションはDF。

## クラブ経歴
2014年、VVヘルプマンからFCフローニンゲンの下部組織に入団し、2021年5月16日、エールディヴィジのPECズウォレ戦にて、レオネル・ミゲルとの途中交代でトップチームデビューを果たした。
2022年4月19日、2022-23シーズンよりクラブ・ブルッヘに所属することが決定し、4年契約を結んだ。

## タイトル

### クラブ
クラブ・ブルッヘ
- ベルギー・スーパーカップ : 1回 (2022)